# ФК Умац
ФК Умац је фудбалски клуб из Мирошевца код Лесковца, Србија и тренутно се такмичи у Јабланичкој окружној лиги у фудбалу, петом такмичарском нивоу српског фудбала. 

## Историја
Клуб је основан 1940. године.